# Stenalcidia contempta
Stenalcidia contempta là một loài bướm đêm trong họ Geometridae.